# Rafael Ramos Lozano
Rafael Ramos Lozano, 'Rafita' (Palma de Mallorca, Baleares, España, 18 de septiembre de 1982), es un futbolista español. Juega de lateral derecho y su actual equipo es el Orihuela CF.

## Trayectoria
Rafita comenzó a jugar a fútbol en las categorías inferiores del ESPAÑA de Llucmajor] fichando por el Club Deportivo Ferriolense de Son Ferriol a la edad de juvenil, debutando con el primer equipo en Tercera División la temporada 2001/02. En 2002 es fichado por el RCD Mallorca para su equipo filial RCD Mallorca B jugando en Segunda División B.
Su primer partido en Primera es ante el  Deportivo el 28 de agosto de 2005. La temporada 2006/07 es cedido al CF Ciudad de Murcia y juega en Segunda y al acabar dicha temporada es traspasado al CD Castellón.
En la temporada 2010/11 es traspasado al Recreativo de Huelva donde tiene contrato hasta 2013. Sin embargo, un año después rescinde su contrato con el conjunto colombino y ficha por la UD Almería, donde consigue el ascenso a Primera en la Segunda División de España 2012/13 y debuta en Primera con el Almería en la primera jornada en un partido ante el Villarreal Club de Fútbol.Tras un buen año en primera división y disputando 26 partidos finaliza contrato. Consigue un contrato por dos años con el Real Murcia, de la Segunda B. Tras el descenso administrativo del Real Murcia, Rafita rescinde su contrato con el club murciano sin haber jugado un partido y firma por 1 temporada con el Hércules CF.

## Clubes
| Club                 | País   | Temporada | Categoría        | Partidos | Goles |
| -------------------- | ------ | --------- | ---------------- | -------- | ----- |
| Ferriolense          | España | 2001-2002 | Tercera División | S/D      | S/D   |
| Mallorca B           | España | 2002-2003 | Segunda B        | 36       | 7     |
| Mallorca B           | España | 2003-2004 | Segunda B        | 35       | 5     |
| Mallorca B           | España | 2004-2005 | Segunda B        | 29       | 2     |
| RCD Mallorca         | España | 2005-2006 | Primera División | 1        | 0     |
| CF Ciudad de Murcia  | España | 2006-2007 | Segunda División | 29       | 2     |
| CD Castellón         | España | 2007-2008 | Segunda División | 29       | 1     |
| CD Castellón         | España | 2008-2009 | Segunda División | 27       | 0     |
| CD Castellón         | España | 2009-2010 | Segunda División | 30       | 1     |
| Recreativo de Huelva | España | 2010-2011 | Segunda División | 34       | 2     |
| UD Almería           | España | 2011-2012 | Segunda División | 35       | 1     |
| UD Almería           | España | 2012-2013 | Segunda División | 22       | 0     |
| UD Almería           | España | 2013-2014 | Primera División | 26       | 0     |
| Hércules CF          | España | 2014-2015 | Segunda B        | 0        | 0     |